# Орлов Олег Петрович
Оле́г Петро́вич Орло́в (нар. 4 квітня 1953, Москва, Російська РФСР) — російський біолог, учасник правозахисного руху в пострадянській Росії, голова ради правозахисного центру «Меморіал», член правління однойменного міжнародного історико-просвітницького товариства. Лауреат премії «За свободу думки» імені Андрія Сахарова (2009). Член російської федеральної політради руху «Солідарність».
В 1979, після початку війни в Афганістані, самостійно виготовив примітивний копіювальний апарат (гектограф) і протягом двох років друкував і розклеював політичні листівки, присвячені війні, ситуації в Польщі і діяльності руху «Солідарність».
У 1988 році став членом ініціативної групи «Меморіал», яка виступає за реабілітацію жертв політичних репресій в СРСР, оприлюднення фактів масових порушень прав людини, увічнення пам'яті жертв репресій, звільнення політв'язнів. Згодом, після формування на її основі Всесоюзного добровільного історико-просвітницького товариства «Меморіал», став координатором виборного комітету організації. У 1988—1989 роках брав активну участь в підготовчому і установчому з'їздах «Меморіалу». Рух було зареєстровано в 1991 році, пізніше його перейменували в Міжнародне історико-просвітницьке правозахисне та благодійне товариство «Меморіал». Став одним з членів правління організації.
У 1990 році брав участь в діяльності виборчого блоку «Вибори-90», був довіреною особою правозахисника Сергія Ковальова на виборах до Верховної Ради РРФСР, а після його обрання працював в апараті Верховної ради РРФСР, займав посаду провідного спеціаліста комітету з прав людини. Працював над законами про гуманізацію пенітенціарної системи Росії, про реабілітацію жертв політичних репресій. Одночасно очолив раду правозахисного центру «Меморіалу».
Під час путчу в Москві в 1991 році дбув захисником «російського Білого дому» від путчистів.
Брав участь у переговорах під час війни в Чечні.
Після викрадення та вбивства Натальї Естемирової в червні 2009 звинуватив у причетності до вбивства президента Чечні Рамзана Кадирова.
30 травня 2012 року покинув пост голови ради «Меморіалу», але залишився членом правління товариства.
У жовтні 2009 року Європейський парламент нагородив «Меморіал» і Олега Орлова премією Андрія Сахарова.
Крім правозахисної діяльності захоплюється туризмом.
27 лютого 2024 року Московський суд визнав Олега Орлова винним у вигляді двох років шести місяців колонії загального режиму. Олега Орлова звинувачують у «дискредитації» російської армії.